# (11119) Taro
Pour les articles homonymes, voir Taro.
(11119) Taro est un astéroïde de la ceinture principale.

## Description
(11119) Taro est un astéroïde de la ceinture principale. Il fut découvert le 9 août 1996 à Nan'yō (préfecture de Yamagata, Japon) par Tomimaru Ōkuni. Il présente une orbite caractérisée par un demi-grand axe de 2,44 UA, une excentricité de 0,10 et une inclinaison de 4,1° par rapport à l'écliptique.
Il a été nommé en l'honneur de Soutaro Ito (1925-), qui a beaucoup contribué à la vulgarisation de l'astronomie au Japon. Il a notamment créé à Nan'yō le Nanyo Astronomical Lovers Club en 1983, et joué un rôle central dans la création en 1986 du Nanyo Civil Astronomical Observatory.

## Compléments